# Neoxorides borealis
Neoxorides borealis là một loài tò vò trong họ Ichneumonidae.